# Burqin
Koordinaten: 47° 42′ N, 86° 51′ O

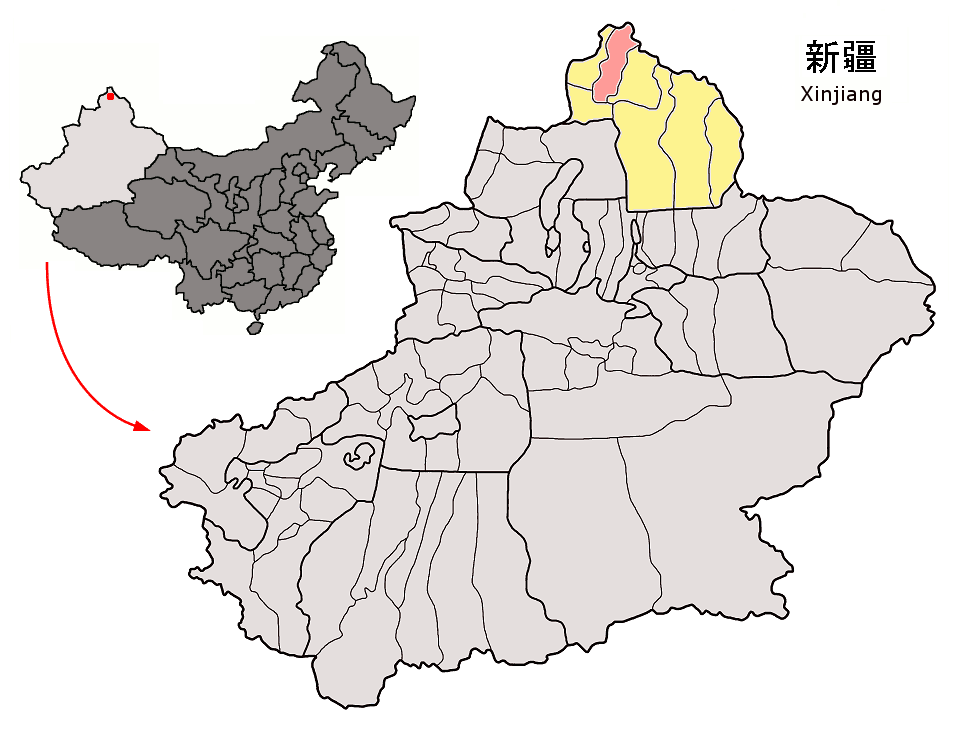
Lage des Kreises Burqin (rosa) im Regierungsbezirk Altay (gelb)

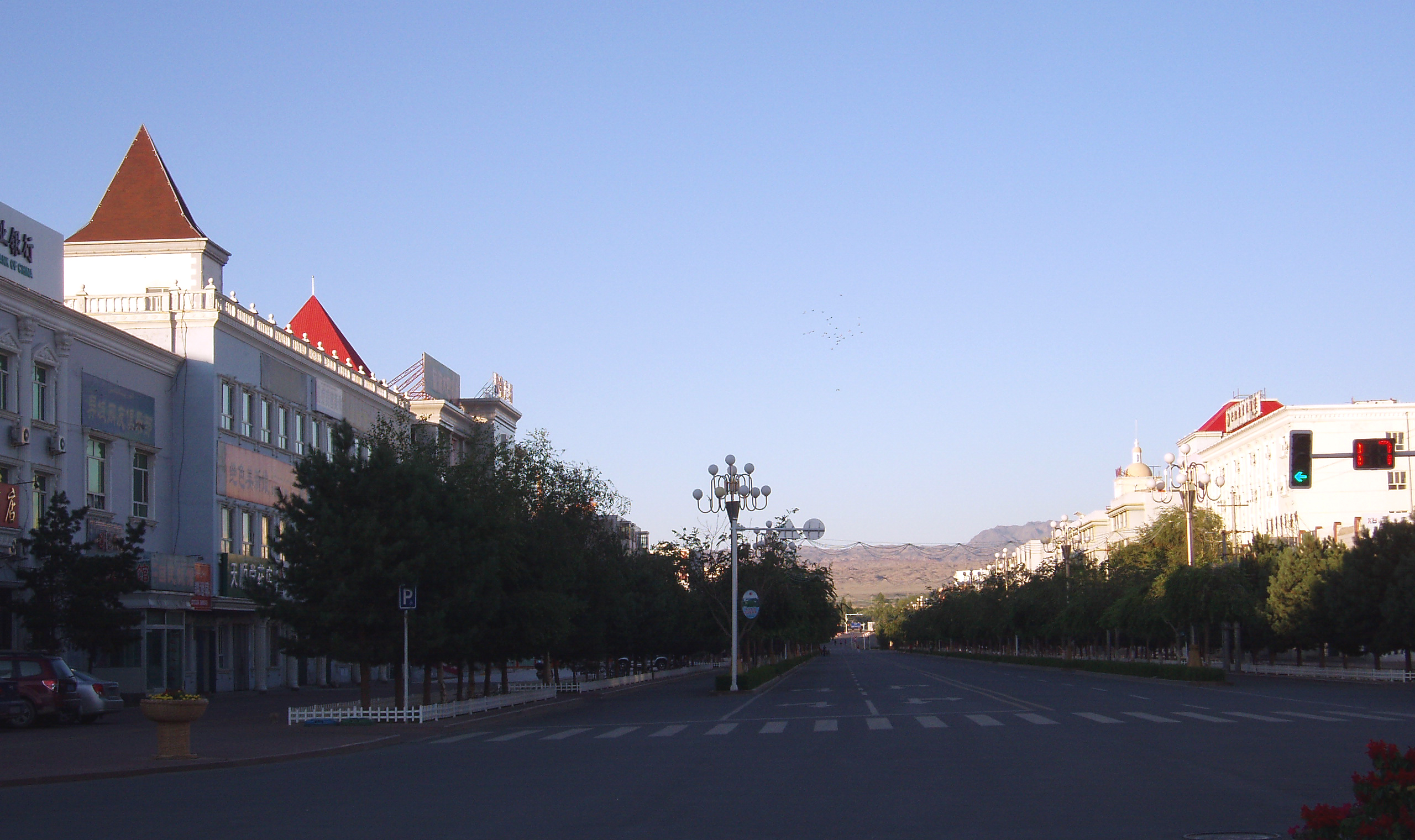
Straße in Burqin

Der Kreis Burqin (chinesisch 布尔津县, Pinyin Bù'ěrjīn Xiàn, uigurisch بۇرچىن ناھىيىسى Burqin Naⱨiyisi, kasachisch بۋىرشىن اۋدانى Bwırşın Awdanı) ist ein Kreis des Regierungsbezirks Altay des Kasachischen Autonomen Bezirks Ili im Uigurischen Autonomen Gebiet Xinjiang der Volksrepublik China. Sein Hauptort ist die Großgemeinde Burqin (布尔津镇). Er hat eine Fläche von 10.369,45 Quadratkilometern und zählt 66.758 Einwohner (Stand: Zensus 2010). Die Stadt liegt an der Mündung des gleichnamigen Flusses Burqin in den Irtysch.